# Anna Mitgutsch

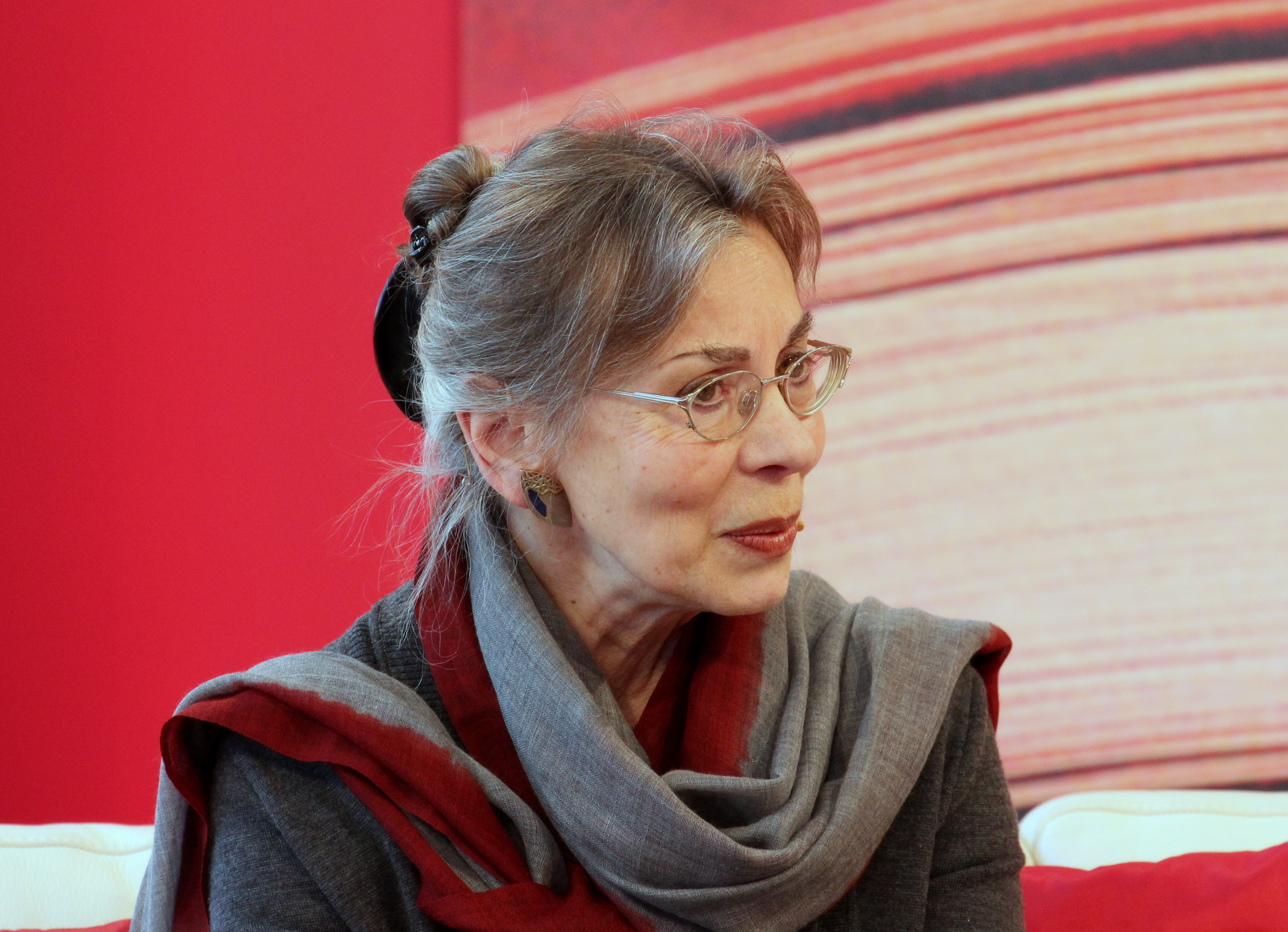
Anna Mitgutsch (2016).

Waltraud Anna Mitgutsch, född 2 oktober 1948 i Linz, är en österrikisk litteraturvetare och författare.
Anna Mitgutsch studerade engelsk och tysk litteratur vid universitetet i Salzburg. Hon gjorde flera resor till Sydostasien och Mellanöstern, bodde länge i Israel, och undervisade 1971-1973 vid universiteten i brittiska Hull och East Anglia. Hon doktorerade 1974 vid universitetet i Salzburg med en avhandling om 1960-talets engelska lyrik. Hon var 1975-1978 vetenskaplig assistent vid institutet för amerikanska studier vid universitetet i Innsbruck. 1978 var hon gästprofessor i tyska och engelska vid statliga universitetet i Seoul och 1979-1985 vid Amherst College i Massachusetts, vid Sarah Lawrence College i New York, vid Tufts University och vid Simmons College i Boston. Under 1990-talet var hon stipendiat (writer in residence) vid Oberlin College, Ohio, vid Lafayette College och Allegheny College i Pennsylvania. Hon bor numera som självständig författare i Linz med mångåriga vistelser i USA. 

## Utmärkelser
Mitgutsch är ledamot av Grazer Autorenversammlung, vicepresident i IG Autorinnen Autoren. Fram till sitt utträde år 2000 tillhörde hon den österrikiska P.E.N.-klubben. Hon har mottagit följande utmärkelser:
- 1985 - Staden Hanaus bröderna-Grimm-pris (Brüder-Grimm-Preis der Stadt Hanau)
- 1986 - Delstaten Oberösterreichs kulturpris (Kulturpreis des Landes Oberösterreich)
- 1992 - Anton-Wildgans-priset (Anton-Wildgans-Preis)
- 1996 - Österrikiska litteraturstödspriset (Österreichischer Förderpreis für Literatur)
- 2001 - Österrikiska statens litteraturpris (Österreichischer Würdigungspreis (Staatspreis) für Literatur)
- 2001 - Solothurns litteraturpris (Solothurner Literaturpreis)
- 2002 - Staden Linz konstpris (Kunstwürdigungspreis der Stadt Linz)
- 2007 - Heinrich-Gleißner-priset (Heinrich-Gleißner-Preis)